# Tipula seguyi
Tipula seguyi är en tvåvingeart som beskrevs av Mannheims 1954. Tipula seguyi ingår i släktet Tipula och familjen storharkrankar. Inga underarter finns listade i Catalogue of Life.